# Pentatlo militar

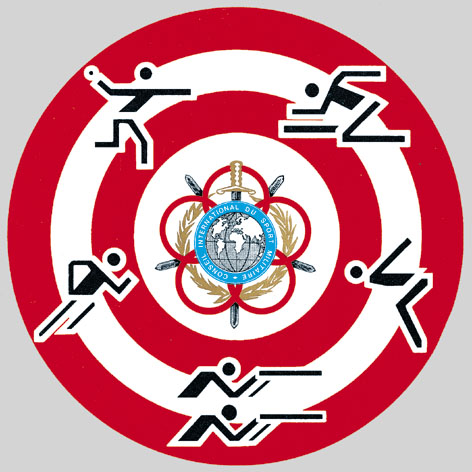
Pentatlo Militar

Pentatlo Militar é uma prova atlética baseada no treino específico do combatente. 
O pentatlo militar é composto pelas seguintes provas:
Tiro, natação utilitária com obstáculos, corta-mato ou corrida através do campo (cross), lançamento de granadas e por uma corrida numa pista de obstáculos.
Há mais de cinquenta anos que esta disciplina é objecto de competição entre militares de diferentes nações, sob o auspício do Conselho Internacional do Desporto Militar (CISM).
Realizam-se campeonatos mundiais, continentais e regionais.
Esta disciplina desportiva é praticada por quase todas as Forças Armadas mundiais.

## História
Em 1946, o Capitão Henri Debrus, oficial francês, teve a ideia de organizar uma competição desportiva reservada a militares onde pudessem por em prática o seu treino próprio.
Nessa época, faziam parte do treino das unidades da Força Aérea Holandesa uma prova atlética que consistia num conjunto de actividades próprias do combatente com o fim de avaliar o seu desempenho. 
Fazia parte dessa competição a marcha, a corrida de obstáculos, o salto em pára-quedas e determinadas operações de combate com utilização de armas e granadas.
O Capitão Henri Debrus tomou como base a prova atrás descrita, eliminou os saltos de pára-quedas e modificou as restantes provas dando-lhe um cunho mais competitivo com o objectivo de constituir um conjunto de actividades que representassem o treino do combatente.
Em 1947, organizou a primeira competição no Centro de Treino Físico Militar, em Freiburg, na Alemanha (zona de ocupação das tropas francesas).
Participaram a Bélgica, a França e a Holanda.
Com a experiência obtida nessa competição, melhorou os regulamentos e fez aprovar pelas Forças Armadas Francesas todas as disciplinas que compõem a competição, sob o nome de Pentatlo Militar.
O Conselho Internacional do Desporto Militar (CISM) interessou-se por esse projecto organizando anualmente um campeonato mundial.
Em 1988 as nações escandinavas testaram pela primeira vez regras apropriadas para uma competição feminina. Desde o Campeonato Mundial Militar de Pentatlo Militar de 1991, realizado em Oslo, na Noruega, as competições femininas têm sido realizadas anualmente.
As regras para a competição feminina são praticamente iguais às da competição masculina com algumas pequenas alterações.
Com a queda do Pacto de Varsóvia as competições de Pentatlo Militar sofreram um grande impulso. A partir de 1992, no campeonato mundial realizado em Munique, as nações de Leste começaram, também, a participar nos campeonatos mundiais militares.
Em 1993, durante o Campeonato Europeu de Pentatlo Militar, realizado na Áustria, pela primeira vez foi testado uma prova de estafetas ou revezamentos, utilizando, para tal, a pista de obstáculos de 500 metros, subdividida em quatro percursos distintos a serem efectuados pelos elementos da equipa participante.
A partir de 1995 esta nova disciplina foi introduzida nos Campeonatos Mundiais Militares de Pentatlo Militar.
Nos últimos anos, o Pentatlo Militar tem tido uma expansão significativa, tornando-se numa modalidade cada vez com mais praticantes, participando nos Campeonatos Mundiais Militares cerca de trinta países.
As competições masculinas têm sido dominadas pelo Brasil e pela China, enquanto que as femininas pela China, Dinamarca e mais recentemente pela República Popular da Coreia do Norte.
Actualmente, o Pentatlo Militar já não e apenas um desporto organizado por militares para militares. Vários países, especialmente os países nórdicos e da Europa Central, adoptaram a competição para civis e tem organizado diversas competições.

## Descrição das provas

### Tiro
É utilizada na prova uma carabina de precisão ou rifle standard,na posição deitada, com carregador para 10 tiros. O calibre não pode ultrapassar os 8 mm.
A classificação é obtida pelo somatório de resultados de duas provas distintas: 
- Tiro de precisão (10 disparos a serem efectuados no tempo máximo de 10 minutos, quando em estande com marcação eletrônica. Com marcação manual o tempo é de 12 minutos)
- Tiro de velocidade (10 disparos efectuados no tempo de 1 minuto, tanto para marcação eletrônica como manual)

A distância do atirador ao alvo é de 200 metros, porém nos dois últimos mundiais (2008 e 2009) os alvos eram de 300m.

### Pista de Progressão Militar (PPM)

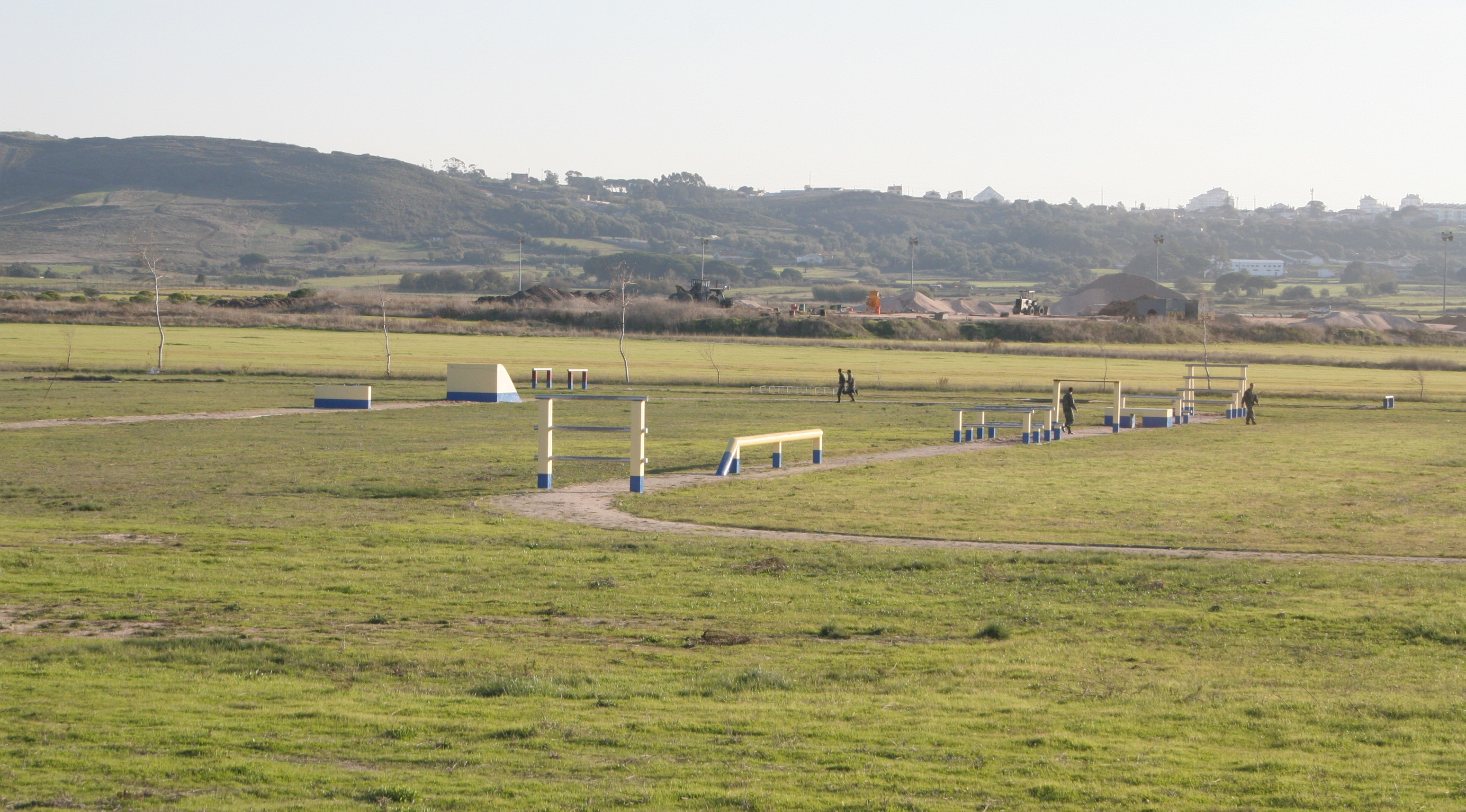
Pista de obstáculos

Esta prova é efetuada numa pista de 500 metros. Ao longo do percurso terão que ser transpostos 20 obstáculos padronizados em menor tempo possível.

### Natação Utilitária
A distância a percorrer é de 50 metros.
Nas pistas ou raias são colocados 4 obstáculos padronizados que terão que ser transpostos por cima ou por baixo de água.
O estilo de natação a utilizar é livre.
A classificação é conseguida pelos tempos efectuados.

### Lançamento de granadas
Esta prova consiste em lançar uma granada em dois tipos diferentes de situação: 
- Lançamento de precisão

Cada concorrente tem à disposição 16 projécteis que os terá que lançar para quatro círculos situados a distâncias diferentes.
Para a competição masculina os círculos estão situados às seguintes distâncias:
20/25/30/35 Metros
Para a competição feminina os círculos estão situados às seguintes distâncias:
15/20/25/ 30 Metros
- Lançamento em distância

Cada concorrente tem três tentativas para lançar a granada  o mais longe possível.
As granadas têm os seguintes pesos: 
- Homens:   575 gramas
- Mulheres: 375 gramas

### Corta-Mato ou corrida através do campo
A competição desenrola-se num percurso através do campo numa determinada distância.
Os homens tem que correr 8 000 metros e as mulheres 4 000 metros.

## Sistema de classificação/pontuação
Para cada disciplina do Pentatlo Militar há uma performance de referência que corresponde a 1000 pontos.
Por cada unidade de desempenho melhor ou pior que o valor de referência, um número fixo de pontos é somado ou subtraído aos 1000 pontos de referência.
A pontuação total de um determinado atleta é obtida pelo somatório dos pontos conquistados em cada disciplina que compõem Pentatlo Militar.

## Recordes Mundiais

### Lançamento da Granada
| Homens | 216.3 pontos (136 pts precisão; 80.3 m distância) | NIENABER Hartmut (GER) | 1983 | Mulheres | 198.7 pontos (136 pts precisão; 62.7 m distância) | XU Lei (CHN) | 2003 |

### Corta-Mato ou Corrida através do campo
| Homens   | 24:25,2 min | CAPPIELLO Giuseppe (ITA) | 1970 Moron     |
| Mulheres | 13:26,7 min | YIN Li (CHN) (CHN)       | 2000 Holstebro |

### Tiro
| Homens   | 200 pontos | TODAL Geir (NOR) RHÖNNSTAD Krister (SWE) STAALE JENSSEN Björn (NOR) KALLMEIER Marco (GER) TAS Yasin (TUR) KUDZIN Andrei (BLR) VAN DE CLOOT Davy (BEL) LIU Wei (CHN) | 1979 Vatneleiren 1987 Estocolmo 1998 Beijing 2002 Schaarsbergen 2003 Toledo 2004 Santiago |
| Mulheres | 199 pontos | WANG Lianying (CHN) BERNTSEN Gunhild (NOR) FORSSTEN Ann-Sofie (FIN)                                                                                                 | 1994 Resende 2007 Hyderabad                                                               |

### Natação
| Homens   | 23,8 sec | KOIDL Harald (AUT)  | 2000 Holstebro |
| Mulheres | 27,2 sec | NAIANA Freire (CHN) | 2018 Austria   |

### Pista de Obstáculos
| Homens   | 2:10,5 min | WOLLBRECHT Daniel (DEN)  | 2011 Rio de Janeiro |
| Homens   | 2:10,5 min | PAN Yucheng (CHI)        | 2013 Rio de Janeiro |
| Mulheres | 2:12,4 min | FORSSTEN Ann-Sofie (FIN) | 2007 Munich         |

Observações: Atualizado em Abr 2013.